# AVE
AVE ili Alta Velocidad Española (španj. španjolska velika brzina; španjolski ave također znači i ptica)  je vlak velikih brzina španjolske željezničke tvrtke RENFE (Red Nacional de los Ferrocarriles Españoles : Nacionalna mreža španjolskih željeznica), koji postiže brzinu i do 300 km/h. U promet je pušten 21. travnja 1992. Euromed [eu̯ɾoˈmeð] je verzija AVE vlaka za širinu kolosijeka od 1.668 mm.

## Sustav promjene širine kolosijeka
Jer španjolska ima više vrsta širina kolosijek, postojala je nužnost pronaći način, kako jedan vlak može voziti na prugama, koje imaju različite širine kolosijeka. Zbog toga je razvijen sustav: VGA (Variable Gauge Axles). Vlak ulazi u posebno postrojenje malom brzinom. Sustav zatim promjeni širinu osovina pri vožnji, i vlak izlazi s druge strane s drugom širinom kolosijeka, te može odmah nastaviti putovanje.

## Vanjske poveznice
Internet stranica